# 杣山 (琉球)
杣山是琉球國第二尚氏王朝時期為了提供木材而由間切、島、村共同管理的山林。
在古代，在地的居民在間切役人和村役人的指揮下進入山中，對杣山進行保養。作為建築材料和柴火供給的幕僚，有獲得一定收益的權利。琉球王府設置山奉行所，專門管理全國的杣山。
尚質王在位時期，琉球財政拮据，攝政向象賢（羽地王子朝秀）鼓勵人們開發杣山、開墾田地，使經濟得以復興。然而經過長年的過度開發，琉球的杣山和田地受到嚴重破壞，中頭的杣山已經破壞殆盡，只有國頭的杣山木材尚可使用，但也將被砍光。因此在18世紀時，三司官蔡溫進行改革，禁止百姓進入杣山，由琉球王府派遣專業的山師、山工人進行管理。1737年，公佈《杣山法式帳》和《山奉行所規模帳》，用以指導種植和治理山林，對種植植被進行獎勵、對違法砍伐植被進行處罰。琉球王府先後總共發佈了八部法律，統稱林政八書。出於資源保護的緣故，琉球王府獨佔了杣山資源。
1879年，琉球被日本吞併，改為沖繩縣。1894年，沖繩縣知事奈良原繁施行官有林化，將杣山的所有權收歸國有。這與主張官民共同領有杣山的謝花昇發生嚴重對立。謝花昇辭官，組成沖繩俱樂部，宣揚沖繩人的自由民權運動。奈良原繁施行舊慣溫存政策，與原琉球統治階級一起對其進行打壓。1906年，奈良原繁公佈《沖繩縣杣山特別處分規則》，將杣山收歸國有，廢止住民的夫役和租稅化。